# Stolpiller

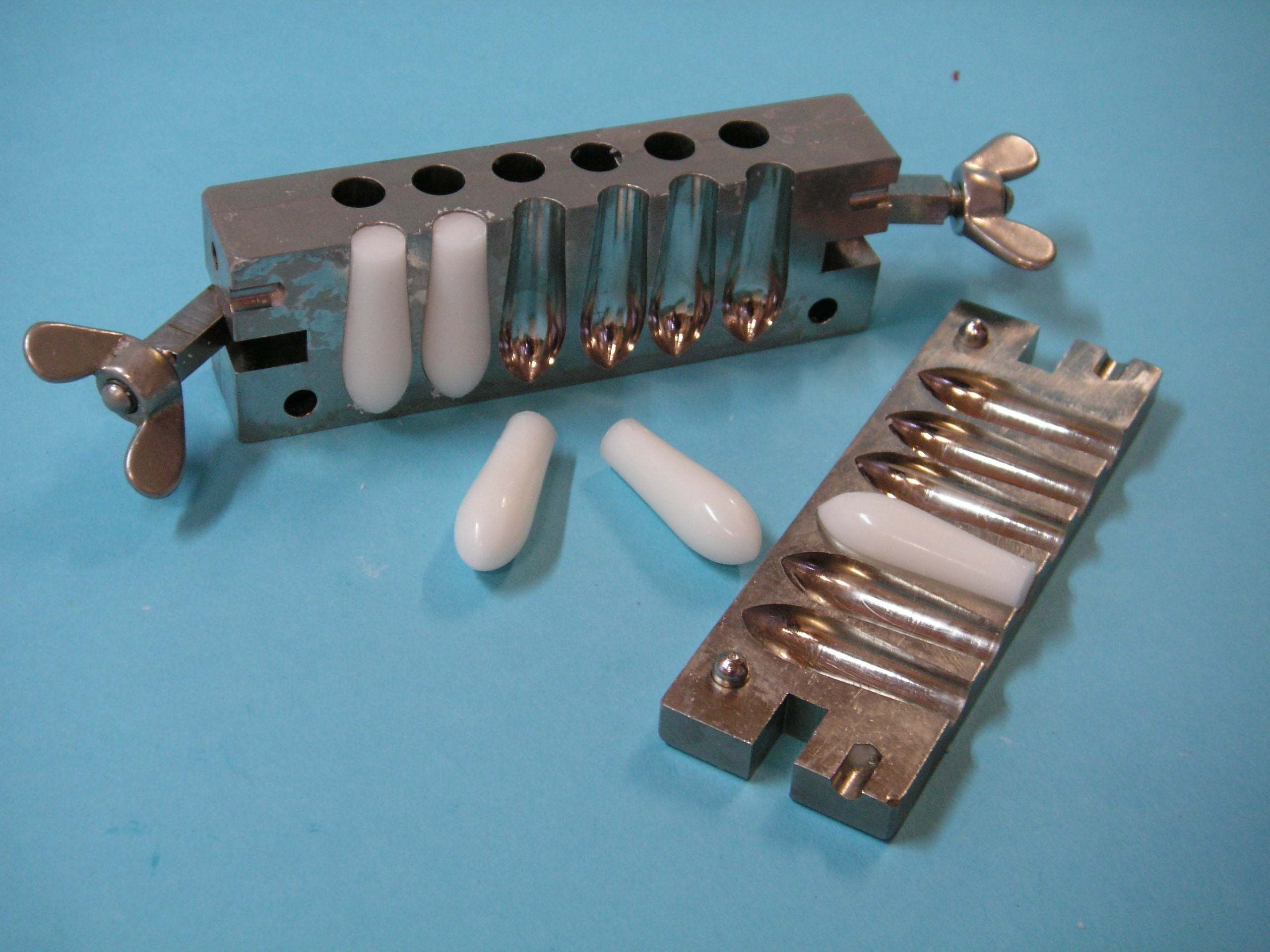
Gjutform för tillverkning av stolpiller.

Ett stolpiller, eller suppositorium är en farmakologisk beredningsform, avsedd att föras in i ändtarmen, där det avger sin aktiva substans. Förutom den aktiva substansen består suppositoriet av ett material som smälter vid kroppstemperatur. 
Stolpiller används såväl för lokalt verkande läkemedel där effekt i ändtarmen är det man strävar efter, som för läkemedel som ska tas upp i blodet och utöva effekten på annat håll i kroppen.
Skälen till att den senare typen av läkemedel ges som stolpiller kan vara flera, till exempel är de särskilt lämpliga till barn och andra som har svårt att svälja, till patienter som har svårt att svälja utan att kräkas (vid migrän med mera), men även när man önskar minska risken för överdosering, till exempel vid depression. Dessutom kan man ge vissa läkemedel som bryts ner kraftigt av levern på detta sätt. 
Eftersom de flesta blodkärlen kring ändtarmen inte går via levern utan direkt till systemkretsloppet leder detta till att man till stor del slipper den första nedbrytningen (första passage-metabolism).
Stolpiller gjuts i formar och består vanligen till största delen av hårdfett. Detta hjälpämne är ett hydrofobt fett med låg smältpunkt, men det förekommer också att en hydrofil substans används, beroende på den aktiva substansens kemiska egenskaper.
Stolpillret är patronformat och utvecklades ursprungligen för att införas med den spetsiga änden först. Denna praxis ändrades över en natt till följd av en studie publicerad i en artikel i "The Lancet", vilken fick stort genomslag. I artikeln menade författarna att stolpillret lättare kunde fås på plats om det infördes med den trubbiga änden först genom att ringmuskeln sluter sig och "suger" in det på plats. Dessa resultat har dock varken kritiskt utmanats eller upprepats i nya studier, och bär de brister som alla små studier lider av. Trots det har den influerat rådgivningen i många länder, inklusive Sverige. I själva verket finns det idag inte tillräckliga belägg för att rekommendera någondera av metoderna.  Den som tycker att det är obehagligt att föra fingret längre in i anus kan föredra den trubbiga änden först tack vare sugeffekten, men med den spetsiga änden först kan det initiala införandet underlättas genom spetsigheten. Det finns inga övertygande belägg för den ena eller andra metoden och man kan därför välja den metod man själv finner lämpligast.

## Exempel på andra beredningsformer
- Tablett
- Kapsel
- Brustablett
- Sugtablett
- Oral lösning